# Liste der Sieger im Bundeswettbewerb Unser Dorf hat Zukunft
Diese Liste der schönen Dörfer nennt die Sieger im Bundeswettbewerb Unser Dorf hat Zukunft. Bis 1997 hieß der Wettbewerb „Unser Dorf soll schöner werden“.

## Anzahl der Auszeichnungen
| Nr. | Jahr | Anzahl der Auszeichnungen |
| --- | ---- | ------------------------- |
| 1   | 1961 | 28                        |
| 2   | 1963 | 12                        |
| 3   | 1965 | 14                        |
| 4   | 1967 | 26                        |
| 5   | 1969 | 28                        |
| 6   | 1971 | 26                        |
| 7   | 1973 | 29                        |
| 8   | 1975 | 31                        |
| 9   | 1977 | 30                        |
| 10  | 1979 | 33                        |
| 11  | 1981 | 32                        |
| 12  | 1983 | 34                        |
| 13  | 1985 | 34                        |
| 14  | 1987 | 30                        |
| 15  | 1989 | 33                        |
| 16  | 1991 | 44                        |
| 17  | 1993 | 47                        |
| 18  | 1995 | 45                        |
| 19  | 1998 | 42                        |
| 20  | 2001 | 41                        |
| 21  | 2004 | 36                        |
| 22  | 2007 | 34                        |
| 23  | 2010 | 30                        |
| 24  | 2013 | 24                        |
| 25  | 2016 | 33                        |
| 26  | 2019 | 30                        |
| 27  | 2023 | 22                        |

## Liste der ausgezeichneten Dörfer
| Dorf                             | Bundesland             | Auszeichnung | Jahr |
| -------------------------------- | ---------------------- | ------------ | ---- |
| Abbenrode                        | Niedersachsen          | Silber       | 1993 |
| Abbenrode                        | Niedersachsen          | Bronze       | 2004 |
| Achterhoek                       | Nordrhein-Westfalen    | Silber       | 2016 |
| Aichen                           | Baden-Württemberg      | Gold         | 1977 |
| Alraft                           | Hessen                 | Silber       | 1961 |
| Alt-Kaster                       | Nordrhein-Westfalen    | Bronze       | 1991 |
| Alt Rehse                        | Mecklenburg-Vorpommern | Bronze       | 1995 |
| Altastenberg                     | Nordrhein-Westfalen    | Gold         | 1971 |
| Altenburg                        | Hessen                 | Bronze       | 2007 |
| Altenburschla                    | Hessen                 | Gold         | 1961 |
| Altenburschla                    | Hessen                 | Silber       | 1973 |
| Altenlotheim                     | Hessen                 | Silber       | 2007 |
| Altenmellrich                    | Nordrhein-Westfalen    | Bronze       | 1983 |
| Altwied                          | Rheinland-Pfalz        | Silber       | 1975 |
| Altwindeck                       | Nordrhein-Westfalen    | Silber       | 1993 |
| Altwindeck                       | Nordrhein-Westfalen    | Bronze       | 1981 |
| Amerang                          | Bayern                 | Silber       | 1971 |
| Ammerndorf                       | Bayern                 | Silber       | 2001 |
| Arenborn                         | Hessen                 | Silber       | 1995 |
| Arenborn                         | Hessen                 | Gold         | 1985 |
| Ascherode                        | Hessen                 | Bronze       | 1973 |
| Assinghausen                     | Nordrhein-Westfalen    | Gold         | 1989 |
| Astert                           | Rheinland-Pfalz        | Silber       | 1985 |
| Astrup                           | Niedersachsen          | Silber       | 1985 |
| Altendonop                       | Nordrhein-Westfalen    | Bronze       | 2001 |
| Atzmannsricht                    | Bayern                 | Silber       | 1969 |
| Auen-Holthaus                    | Niedersachsen          | Silber       | 1987 |
| Auen-Holthaus                    | Niedersachsen          | Silber       | 2023 |
| Auersmacher                      | Saarland               | Gold         | 1979 |
| Auw                              | Rheinland-Pfalz        | Silber       | 1969 |
| Backemoor                        | Niedersachsen          | Silber       | 2019 |
| Badenheim                        | Rheinland-Pfalz        | Bronze       | 1983 |
| Bälau                            | Schleswig-Holstein     | Gold         | 1995 |
| Ballwitz                         | Mecklenburg-Vorpommern | Silber       | 2001 |
| Banzkow                          | Mecklenburg-Vorpommern | Gold         | 2007 |
| Bardenitz                        | Brandenburg            | Bronze       | 1995 |
| Basberg                          | Rheinland-Pfalz        | Gold         | 2019 |
| Basedow                          | Mecklenburg-Vorpommern | Gold         | 1998 |
| Basthorst                        | Schleswig-Holstein     | Bronze       | 2001 |
| Bauschlott                       | Baden-Württemberg      | Gold         | 1975 |
| Becherbach                       | Rheinland-Pfalz        | Silber       | 1969 |
| Becherbach                       | Rheinland-Pfalz        | Silber       | 1967 |
| Beckstein                        | Baden-Württemberg      | Bronze       | 1979 |
| Beckstetten                      | Bayern                 | Gold         | 1981 |
| Beeck                            | Nordrhein-Westfalen    | Silber       | 1995 |
| Behlendorf                       | Schleswig-Holstein     | Silber       | 1991 |
| Behrungen                        | Thüringen              | Silber       | 1995 |
| Bellersdorf                      | Hessen                 | Silber       | 1969 |
| Bellersen                        | Nordrhein-Westfalen    | Silber       | 2004 |
| Bendelin                         | Brandenburg            | Bronze       | 2007 |
| Benroth                          | Nordrhein-Westfalen    | Silber       | 2016 |
| Benroth                          | Nordrhein-Westfalen    | Silber       | 2023 |
| Benstrup                         | Niedersachsen          | Bronze       | 2007 |
| Bernau                           | Baden-Württemberg      | Gold         | 1969 |
| Bernitt                          | Mecklenburg-Vorpommern | Plakette     | 1991 |
| Bernloch                         | Baden-Württemberg      | Bronze       | 1993 |
| Bernloch                         | Baden-Württemberg      | Silber       | 1989 |
| Bernried am Starnberger See      | Bayern                 | Silber       | 1983 |
| Bernried am Starnberger See      | Bayern                 | Gold         | 2007 |
| Bertsdorf-Hörnitz                | Sachsen                | Gold         | 2004 |
| Bettingen                        | Rheinland-Pfalz        | Silber       | 2019 |
| Bevergern                        | Nordrhein-Westfalen    | Gold         | 1991 |
| Bietzen                          | Saarland               | Bronze       | 2010 |
| Billafingen                      | Baden-Württemberg      | Silber       | 2010 |
| Birkendorf mit Vogelsang         | Baden-Württemberg      | Gold         | 1973 |
| Bischofroda                      | Thüringen              | Bronze       | 1993 |
| Blankensee                       | Brandenburg            | Silber       | 1995 |
| Bleichstetten                    | Baden-Württemberg      | Silber       | 1979 |
| Bleichstetten                    | Baden-Württemberg      | Silber       | 1977 |
| Bliesdorf                        | Brandenburg            | Silber       | 1993 |
| Bliesmengen-Bolchen              | Saarland               | Gold         | 1969 |
| Bliesmengen-Bolchen              | Saarland               | Gold         | 2023 |
| Blitzenreute                     | Baden-Württemberg      | Bronze       | 2001 |
| Böbingen                         | Rheinland-Pfalz        | Silber       | 2004 |
| Böbing                           | Bayern                 | Silber       | 2013 |
| Bockhorst (Westfalen)            | Nordrhein-Westfalen    | Silber       | 1971 |
| Böddenstedt                      | Niedersachsen          | Gold         | 1991 |
| Böddenstedt                      | Niedersachsen          | Gold         | 2016 |
| Bödefeld                         | Nordrhein-Westfalen    | Silber       | 1981 |
| Bödexen                          | Nordrhein-Westfalen    | Bronze       | 1985 |
| Bohlsen                          | Niedersachsen          | Gold         | 1993 |
| Bohlsen                          | Niedersachsen          | Gold         | 2013 |
| Bollstedt                        | Thüringen              | Gold         | 2019 |
| Born                             | Nordrhein-Westfalen    | Bronze       | 2007 |
| Bornheim                         | Rheinland-Pfalz        | Gold         | 1973 |
| Bornheim                         | Rheinland-Pfalz        | Silber       | 1971 |
| Bötersen                         | Niedersachsen          | Gold         | 2019 |
| Bottendorf                       | Hessen                 | Bronze       | 1977 |
| Braach                           | Hessen                 | Gold         | 1967 |
| Braunichswalde                   | Thüringen              | Silber       | 1998 |
| Braunichswalde                   | Thüringen              | Silber       | 2016 |
| Breitscheidt                     | Rheinland-Pfalz        | Bronze       | 1979 |
| Brokeloh                         | Niedersachsen          | Gold         | 2004 |
| Bronnen                          | Bayern                 | Silber       | 1989 |
| Bruch                            | Rheinland-Pfalz        | Bronze       | 1987 |
| Bruchhausen                      | Nordrhein-Westfalen    | Silber       | 1993 |
| Brunow                           | Mecklenburg-Vorpommern | Gold         | 2001 |
| Buch                             | Baden-Württemberg      | Gold         | 1971 |
| Buch                             | Bayern                 | Bronze       | 1989 |
| Bücken                           | Niedersachsen          | Silber       | 1989 |
| Budberg                          | Nordrhein-Westfalen    | Gold         | 1963 |
| Bühren                           | Niedersachsen          | Gold         | 1977 |
| Bunsoh                           | Schleswig-Holstein     | Silber       | 1989 |
| Bünzen                           | Schleswig-Holstein     | Gold         | 1967 |
| Bürchau                          | Baden-Württemberg      | Gold         | 1993 |
| Büren                            | Niedersachsen          | Bronze       | 1981 |
| Burgebrach                       | Bayern                 | Silber       | 1998 |
| Burglemnitz                      | Thüringen              | Silber       | 2023 |
| Burkheim                         | Bayern                 | Gold         | 1998 |
| Clüversborstel                   | Niedersachsen          | Gold         | 1973 |
| Custenlohr                       | Bayern                 | Silber       | 1977 |
| Custenlohr                       | Bayern                 | Silber       | 1969 |
| Dagebüll                         | Schleswig-Holstein     | Gold         | 1979 |
| Dasbach                          | Hessen                 | Silber       | 1969 |
| Davensberg                       | Nordrhein-Westfalen    | Gold         | 1985 |
| Deblinghausen                    | Niedersachsen          | Silber       | 1985 |
| Dechow                           | Mecklenburg-Vorpommern | Silber       | 2004 |
| Dechow                           | Mecklenburg-Vorpommern | Gold         | 2013 |
| Delve                            | Schleswig-Holstein     | Silber       | 1985 |
| Denkzell                         | Bayern                 | Gold         | 1995 |
| Diedenshausen                    | Nordrhein-Westfalen    | Gold         | 1998 |
| Dierath                          | Nordrhein-Westfalen    | Silber       | 1993 |
| Diesdorf                         | Sachsen-Anhalt         | Plakette     | 1991 |
| Dippmannsdorf                    | Brandenburg            | Silber       | 2001 |
| Dissen                           | Brandenburg            | Gold         | 2019 |
| Ditfurt                          | Sachsen-Anhalt         | Silber       | 1995 |
| Dobbertin                        | Mecklenburg-Vorpommern | Silber       | 2019 |
| Döbrichau                        | Sachsen                | Silber       | 1998 |
| Dockendorf                       | Rheinland-Pfalz        | Gold         | 1989 |
| Dogern                           | Baden-Württemberg      | Silber       | 1995 |
| Donndorf                         | Thüringen              | Gold         | 1995 |
| Dötlingen                        | Niedersachsen          | Gold         | 2010 |
| Droyßig                          | Sachsen-Anhalt         | Silber       | 2010 |
| Duchroth                         | Rheinland-Pfalz        | Bronze       | 2010 |
| Duchroth                         | Rheinland-Pfalz        | Gold         | 2016 |
| Dudensen                         | Niedersachsen          | Silber       | 2016 |
| Duvensee                         | Schleswig-Holstein     | Silber       | 2007 |
| Ebsdorf                          | Hessen                 | Bronze       | 2001 |
| Ediger-Eller                     | Rheinland-Pfalz        | Gold         | 2010 |
| Effeld                           | Nordrhein-Westfalen    | Bronze       | 1998 |
| Egenhausen                       | Bayern                 | Bronze       | 1961 |
| Egestorf (Süntel)                | Niedersachsen          | Silber       | 1998 |
| Egolfs                           | Baden-Württemberg      | Silber       | 1998 |
| Ehestorf                         | Niedersachsen          | Silber       | 1981 |
| Ehrl                             | Bayern                 | Gold         | 1983 |
| Eicherscheid                     | Nordrhein-Westfalen    | Gold         | 2007 |
| Eiershagen                       | Nordrhein-Westfalen    | Silber       | 1998 |
| Eifa                             | Hessen                 | Silber       | 1961 |
| Einen                            | Nordrhein-Westfalen    | Gold         | 1993 |
| Elbrinxen                        | Nordrhein-Westfalen    | Silber       | 1987 |
| Elleringhausen                   | Nordrhein-Westfalen    | Silber       | 2001 |
| Elsoff                           | Nordrhein-Westfalen    | Silber       | 2010 |
| Embken                           | Nordrhein-Westfalen    | Gold         | 1983 |
| Enkirch                          | Rheinland-Pfalz        | Silber       | 1983 |
| Eppelsheim                       | Rheinland-Pfalz        | Gold         | 1993 |
| Eppelsheim                       | Rheinland-Pfalz        | Silber       | 2007 |
| Eppelsheim                       | Rheinland-Pfalz        | Bronze       | 2016 |
| Erfweiler                        | Rheinland-Pfalz        | Gold         | 1995 |
| Erfweiler                        | Rheinland-Pfalz        | Silber       | 1977 |
| Erfweiler-Ehlingen               | Saarland               | Silber       | 2007 |
| Erfweiler-Ehlingen               | Saarland               | Silber       | 2016 |
| Erlte                            | Niedersachsen          | Gold         | 1975 |
| Ermke                            | Niedersachsen          | Silber       | 1991 |
| Ernst                            | Rheinland-Pfalz        | Silber       | 2007 |
| Erpfting                         | Bayern                 | Silber       | 1981 |
| Essinghausen                     | Nordrhein-Westfalen    | Silber       | 1998 |
| Euerwang                         | Bayern                 | Gold         | 1975 |
| Eversberg                        | Nordrhein-Westfalen    | Gold         | 1981 |
| Falkenhagen                      | Niedersachsen          | Bronze       | 1983 |
| Falscheid                        | Saarland               | Gold         | 1973 |
| Fleckenberg                      | Nordrhein-Westfalen    | Gold         | 1977 |
| Fleisbach                        | Hessen                 | Gold         | 1977 |
| Flierich                         | Nordrhein-Westfalen    | Silber       | 1993 |
| Flischbach                       | Bayern                 | Gold         | 1998 |
| Floisdorf                        | Nordrhein-Westfalen    | Gold         | 1971 |
| Flomborn                         | Rheinland-Pfalz        | Bronze       | 2016 |
| Forchheim                        | Sachsen                | Plakette     | 1991 |
| Frankendorf                      | Bayern                 | Gold         | 1981 |
| Frankenwinheim                   | Bayern                 | Silber       | 1995 |
| Freckhausen                      | Nordrhein-Westfalen    | Bronze       | 1995 |
| Fredersdorf                      | Brandenburg            | Gold         | 2023 |
| Fribertshofen                    | Bayern                 | Bronze       | 1985 |
| Friedersdorf                     | Sachsen                | Bronze       | 2023 |
| Friedersried                     | Bayern                 | Gold         | 1993 |
| Friedrichweiler                  | Saarland               | Bronze       | 1981 |
| Friedrichweiler                  | Saarland               | Silber       | 1979 |
| Friesenhagen                     | Rheinland-Pfalz        | Gold         | 1971 |
| Fröhnd                           | Baden-Württemberg      | Gold         | 1998 |
| Füchtorf                         | Nordrhein-Westfalen    | Silber       | 2013 |
| Fünfbronn                        | Bayern                 | Gold         | 1989 |
| Fürnried                         | Bayern                 | Silber       | 1977 |
| Gahlenz                          | Sachsen                | Bronze       | 1993 |
| Gaienhofen                       | Baden-Württemberg      | Silber       | 1998 |
| Gaienhofen                       | Baden-Württemberg      | Bronze       | 1981 |
| Gammelin                         | Mecklenburg-Vorpommern | Silber       | 2004 |
| Gammelshausen                    | Baden-Württemberg      | Gold         | 1975 |
| Ganacker                         | Bayern                 | Gold         | 1965 |
| Garlitz                          | Brandenburg            | Silber       | 2019 |
| Gattenhofen                      | Bayern                 | Gold         | 1971 |
| Gebhardshain                     | Rheinland-Pfalz        | Bronze       | 1985 |
| Gehrden                          | Nordrhein-Westfalen    | Gold         | 1998 |
| Geilsheim                        | Bayern                 | Silber       | 1981 |
| Geldersheim                      | Bayern                 | Silber       | 2016 |
| Gelliehausen                     | Niedersachsen          | Bronze       | 1987 |
| Georgenhausen                    | Hessen                 | Silber       | 1975 |
| Gerblingerode                    | Niedersachsen          | Bronze       | 1973 |
| Gerlfangen                       | Saarland               | Bronze       | 2013 |
| Germerode                        | Hessen                 | Silber       | 2016 |
| Gersbach                         | Baden-Württemberg      | Gold         | 2004 |
| Gersheim-Niedergailbach          | Saarland               | Silber       | 1991 |
| Gestratz                         | Bayern                 | Gold         | 2019 |
| Gillersdorf                      | Thüringen              | Silber       | 2004 |
| Gimsbach                         | Rheinland-Pfalz        | Gold         | 1965 |
| Gladigau                         | Sachsen-Anhalt         | Gold         | 2016 |
| Glaisin                          | Mecklenburg-Vorpommern | Gold         | 1998 |
| Göbelsbach                       | Bayern                 | Silber       | 1998 |
| Godelhausen                      | Rheinland-Pfalz        | Gold         | 1967 |
| Godenstedt                       | Niedersachsen          | Gold         | 1975 |
| Goldbach                         | Baden-Württemberg      | Bronze       | 1969 |
| Göllheim                         | Rheinland-Pfalz        | Bronze       | 1979 |
| Göllheim                         | Rheinland-Pfalz        | Silber       | 1973 |
| Görisried                        | Bayern                 | Silber       | 1998 |
| Grafschaft                       | Nordrhein-Westfalen    | Gold         | 1965 |
| Granstedt                        | Niedersachsen          | Gold         | 1991 |
| Granzin                          | Mecklenburg-Vorpommern | Bronze       | 1993 |
| Grasdorf                         | Niedersachsen          | Bronze       | 1977 |
| Gronig                           | Saarland               | Gold         | 1967 |
| Großbundenbach                   | Rheinland-Pfalz        | Bronze       | 1998 |
| Großbundenbach                   | Rheinland-Pfalz        | Bronze       | 2013 |
| Großenkneten                     | Niedersachsen          | Gold         | 1969 |
| Großkarlbach                     | Rheinland-Pfalz        | Bronze       | 1987 |
| Groß Lengden                     | Niedersachsen          | Gold         | 2007 |
| Großmisselberg                   | Bayern                 | Gold         | 1993 |
| Großseelheim                     | Hessen                 | Bronze       | 1985 |
| Großweingarten                   | Bayern                 | Gold         | 1985 |
| Großziegenfeld                   | Bayern                 | Silber       | 1991 |
| Großziegenfeld                   | Bayern                 | Gold         | 2004 |
| Grundhof                         | Schleswig-Holstein     | Silber       | 1985 |
| Grünefeld                        | Brandenburg            | Bronze       | 1993 |
| Grüngräbchen                     | Sachsen                | Gold         | 1993 |
| Güdesweiler                      | Saarland               | Gold         | 1971 |
| Güdesweiler                      | Saarland               | Silber       | 1969 |
| Güsen                            | Sachsen-Anhalt         | Bronze       | 2023 |
| Gundelsheim                      | Bayern                 | Gold         | 1971 |
| Gundersheim                      | Rheinland-Pfalz        | Silber       | 2001 |
| Gutenberg                        | Bayern                 | Gold         | 1985 |
| Haardt an der Weinstraße         | Rheinland-Pfalz        | Gold         | 1961 |
| Haardt an der Weinstraße         | Rheinland-Pfalz        | Gold         | 1963 |
| Haaßel                           | Niedersachsen          | Gold         | 1989 |
| Habkirchen                       | Saarland               | Gold         | 1989 |
| Habkirchen                       | Saarland               | Silber       | 1985 |
| Habkirchen                       | Saarland               | Silber       | 1983 |
| Hagedorn                         | Nordrhein-Westfalen    | Bronze       | 2016 |
| Hagstedt                         | Niedersachsen          | Gold         | 1983 |
| Haidenkofen                      | Bayern                 | Gold         | 2010 |
| Hainrode                         | Sachsen-Anhalt         | Silber       | 1998 |
| Hainrode                         | Sachsen-Anhalt         | Silber       | 2004 |
| Halsbach                         | Bayern                 | Silber       | 1961 |
| Halsbach                         | Bayern                 | Gold         | 1963 |
| Halsbek                          | Niedersachsen          | Silber       | 2004 |
| Halter                           | Niedersachsen          | Silber       | 1973 |
| Hambach                          | Hessen                 | Silber       | 1967 |
| Hansühn                          | Schleswig-Holstein     | Bronze       | 1973 |
| Hardt                            | Rheinland-Pfalz        | Gold         | 1977 |
| Hardt                            | Rheinland-Pfalz        | Bronze       | 1971 |
| Harkebrügge                      | Niedersachsen          | Silber       | 2010 |
| Harlingen                        | Saarland               | Gold         | 1983 |
| Hartenholm                       | Schleswig-Holstein     | Silber       | 1971 |
| Haschbach am Remigiusberg        | Rheinland-Pfalz        | Silber       | 1977 |
| Hasselt                          | Nordrhein-Westfalen    | Bronze       | 1987 |
| Haßfelden                        | Baden-Württemberg      | Silber       | 2007 |
| Hattenhofen                      | Baden-Württemberg      | Gold         | 1985 |
| Hayna                            | Rheinland-Pfalz        | Gold         | 1983 |
| Heberndorf                       | Thüringen              | Gold         | 1993 |
| Heberndorf                       | Thüringen              | Plakette     | 1991 |
| Heddinghausen                    | Nordrhein-Westfalen    | Gold         | 2004 |
| Heid                             | Nordrhein-Westfalen    | Silber       | 2013 |
| Heidersdorf                      | Sachsen                | Bronze       | 2001 |
| Heimersheim                      | Rheinland-Pfalz        | Gold         | 1979 |
| Heine                            | Hessen                 | Gold         | 1987 |
| Heinrichswalde                   | Mecklenburg-Vorpommern | Silber       | 1993 |
| Heldra                           | Hessen                 | Silber       | 2004 |
| Hellmitzheim                     | Bayern                 | Silber       | 2019 |
| Hemeln                           | Niedersachsen          | Gold         | 1989 |
| Hemeln                           | Niedersachsen          | Silber       | 1983 |
| Hemmersdorf                      | Saarland               | Bronze       | 1995 |
| Hemmersdorf                      | Saarland               | Bronze       | 1989 |
| Herbolzheim                      | Bayern                 | Gold         | 1965 |
| Herfa                            | Hessen                 | Gold         | 1967 |
| Hergensweiler                    | Bayern                 | Gold         | 1991 |
| Hergensweiler                    | Bayern                 | Silber       | 1977 |
| Hermesdorf                       | Rheinland-Pfalz        | Silber       | 1967 |
| Herren-Sulzbach                  | Rheinland-Pfalz        | Gold         | 1975 |
| Heuchelheim                      | Rheinland-Pfalz        | Gold         | 1963 |
| Himmelsberg                      | Hessen                 | Silber       | 1998 |
| Himmighausen                     | Nordrhein-Westfalen    | Silber       | 2019 |
| Hinterhermsdorf                  | Sachsen                | Gold         | 2001 |
| Hirnsberg                        | Bayern                 | Gold         | 2016 |
| Hirschlanden                     | Baden-Württemberg      | Silber       | 2016 |
| Hirz-Maulsbach                   | Rheinland-Pfalz        | Silber       | 1967 |
| Höchen                           | Saarland               | Bronze       | 1993 |
| Hochmoor                         | Nordrhein-Westfalen    | Bronze       | 1981 |
| Hoetmar                          | Nordrhein-Westfalen    | Gold         | 1975 |
| Hoetmar                          | Nordrhein-Westfalen    | Gold         | 2016 |
| Höfen                            | Nordrhein-Westfalen    | Gold         | 1987 |
| Höfen                            | Nordrhein-Westfalen    | Gold         | 2001 |
| Hogenbögen                       | Niedersachsen          | Gold         | 1979 |
| Hohenhorn                        | Schleswig-Holstein     | Silber       | 1975 |
| Höhenmoos                        | Bayern                 | Gold         | 1989 |
| Hohenried                        | Bayern                 | Gold         | 1987 |
| Hohenroth                        | Bayern                 | Bronze       | 1971 |
| Hohenseeden                      | Sachsen-Anhalt         | Bronze       | 1993 |
| Hollen                           | Niedersachsen          | Silber       | 1995 |
| Hollen                           | Niedersachsen          | Silber       | 1993 |
| Holthausen                       | Nordrhein-Westfalen    | Gold         | 1979 |
| Holthausen                       | Niedersachsen          | Silber       | 1991 |
| Holtsee                          | Schleswig-Holstein     | Gold         | 1961 |
| Holzbronn                        | Baden-Württemberg      | Bronze       | 1987 |
| Holzhausen                       | Nordrhein-Westfalen    | Silber       | 2016 |
| Holzhausen                       | Hessen                 | Silber       | 1973 |
| Holzhausen am Hünstein           | Hessen                 | Gold         | 1975 |
| Hoof                             | Saarland               | Silber       | 1975 |
| Hoof                             | Saarland               | Bronze       | 1973 |
| Horsdorf                         | Bayern                 | Gold         | 1995 |
| Horsdorf                         | Bayern                 | Silber       | 1993 |
| Hülsenbusch                      | Nordrhein-Westfalen    | Gold         | 1987 |
| Hünxe                            | Nordrhein-Westfalen    | Silber       | 1977 |
| Huglfing                         | Bayern                 | Gold         | 2023 |
| Husby                            | Schleswig-Holstein     | Silber       | 1973 |
| Huy-Neinstedt                    | Sachsen-Anhalt         | Plakette     | 1991 |
| Ickelheim                        | Bayern                 | Gold         | 1987 |
| Imbsen                           | Niedersachsen          | Gold         | 1969 |
| Irresheim                        | Nordrhein-Westfalen    | Bronze       | 1967 |
| Irsee                            | Bayern                 | Gold         | 1995 |
| Isling                           | Bayern                 | Gold         | 1969 |
| Johannisberg                     | Hessen                 | Bronze       | 1991 |
| Jössen                           | Nordrhein-Westfalen    | Silber       | 1981 |
| Jübar                            | Sachsen-Anhalt         | Bronze       | 2001 |
| Jübar                            | Sachsen-Anhalt         | Silber       | 2007 |
| Kalbensteinberg                  | Bayern                 | Silber       | 1995 |
| Kalsing                          | Bayern                 | Gold         | 1983 |
| Kaltohmfeld                      | Thüringen              | Silber       | 2016 |
| Kanzem                           | Rheinland-Pfalz        | Bronze       | 2004 |
| Karlsbrunn                       | Saarland               | Gold         | 1987 |
| Karlsbrunn                       | Saarland               | Silber       | 1985 |
| Karlsbrunn                       | Saarland               | Silber       | 1963 |
| Kattenhochstatt                  | Bayern                 | Gold         | 1967 |
| Keeken                           | Nordrhein-Westfalen    | Silber       | 1995 |
| Keeken                           | Nordrhein-Westfalen    | Bronze       | 2004 |
| Keppeln                          | Nordrhein-Westfalen    | Silber       | 2010 |
| Kerpen (Eifel)                   | Rheinland-Pfalz        | Gold         | 1993 |
| Kerpen (Eifel)                   | Rheinland-Pfalz        | Bronze       | 2013 |
| Kessel                           | Nordrhein-Westfalen    | Bronze       | 2007 |
| Kippenhausen                     | Baden-Württemberg      | Silber       | 1995 |
| Kirchanschöring                  | Bayern                 | Gold         | 2004 |
| Kirchbach                        | Sachsen                | Gold         | 2010 |
| Kirchboitzen                     | Niedersachsen          | Gold         | 2023 |
| Kirchgattendorf                  | Bayern                 | Gold         | 2001 |
| Kirchrarbach                     | Nordrhein-Westfalen    | Gold         | 1991 |
| Kirchveischede                   | Nordrhein-Westfalen    | Bronze       | 1995 |
| Kirchweiler                      | Rheinland-Pfalz        | Silber       | 1963 |
| Kleinern                         | Hessen                 | Bronze       | 2010 |
| Klein-Gumpen                     | Hessen                 | Silber       | 1961 |
| Klein Meckelsen                  | Niedersachsen          | Gold         | 1971 |
| Klein Meckelsen                  | Niedersachsen          | Gold         | 2001 |
| Kleukheim                        | Bayern                 | Gold         | 1979 |
| Kleve                            | Schleswig-Holstein     | Bronze       | 1979 |
| Klietznick                       | Sachsen-Anhalt         | Silber       | 1995 |
| Klingen                          | Rheinland-Pfalz        | Bronze       | 1993 |
| Krenkingen                       | Baden-Württemberg      | Silber       | 1975 |
| Krudenburg                       | Nordrhein-Westfalen    | Bronze       | 1983 |
| Kuhardt                          | Rheinland-Pfalz        | Gold         | 1971 |
| Kühnitzsch                       | Sachsen                | Bronze       | 1998 |
| Kürn                             | Bayern                 | Bronze       | 1983 |
| Labbeck                          | Nordrhein-Westfalen    | Bronze       | 1981 |
| Lahde                            | Nordrhein-Westfalen    | Silber       | 1969 |
| Landenhausen                     | Hessen                 | Silber       | 1981 |
| Landsberied                      | Bayern                 | Gold         | 1963 |
| Langballig                       | Schleswig-Holstein     | Silber       | 1998 |
| Langenbernsdorf                  | Sachsen                | Silber       | 2004 |
| Langenreichenbach                | Sachsen                | Silber       | 2019 |
| Langenstein                      | Sachsen-Anhalt         | Bronze       | 1993 |
| Langenwolschendorf               | Thüringen              | Bronze       | 2010 |
| Lanz                             | Brandenburg            | Silber       | 2001 |
| Latrop                           | Nordrhein-Westfalen    | Gold         | 2004 |
| Laubach                          | Niedersachsen          | Bronze       | 1967 |
| Laubenzedel                      | Bayern                 | Gold         | 1961 |
| Lauenhagen                       | Niedersachsen          | Silber       | 1961 |
| Lauerbach                        | Hessen                 | Bronze       | 1961 |
| Lautern                          | Baden-Württemberg      | Silber       | 2023 |
| Lautzenbrücken                   | Rheinland-Pfalz        | Silber       | 1975 |
| Lautzenbrücken                   | Rheinland-Pfalz        | Bronze       | 1973 |
| Lehnheim                         | Hessen                 | Silber       | 1991 |
| Leidenborn                       | Rheinland-Pfalz        | Bronze       | 1961 |
| Leimersheim                      | Rheinland-Pfalz        | Gold         | 1969 |
| Leisel                           | Rheinland-Pfalz        | Silber       | 1963 |
| Lengenfeld                       | Bayern                 | Silber       | 1987 |
| Lengsham                         | Bayern                 | Silber       | 1985 |
| Lenne                            | Nordrhein-Westfalen    | Silber       | 1998 |
| Lenting                          | Bayern                 | Silber       | 1975 |
| Lenzhahn                         | Hessen                 | Bronze       | 1983 |
| Levern                           | Nordrhein-Westfalen    | Silber       | 1989 |
| Levern                           | Nordrhein-Westfalen    | Silber       | 1963 |
| Levern                           | Nordrhein-Westfalen    | Bronze       | 1961 |
| Lieberhausen                     | Nordrhein-Westfalen    | Silber       | 2010 |
| Lieberhausen                     | Nordrhein-Westfalen    | Silber       | 1989 |
| Lieberhausen                     | Nordrhein-Westfalen    | Silber       | 1979 |
| Liedberg                         | Nordrhein-Westfalen    | Gold         | 1985 |
| Linden                           | Schleswig-Holstein     | Bronze       | 1983 |
| Lindenau                         | Thüringen              | Bronze       | 2001 |
| Lohmen                           | Mecklenburg-Vorpommern | Bronze       | 2016 |
| Loiching                         | Bayern                 | Gold         | 2004 |
| Loikum                           | Nordrhein-Westfalen    | Bronze       | 1993 |
| Loikum                           | Nordrhein-Westfalen    | Silber       | 2016 |
| Longuich                         | Rheinland-Pfalz        | Bronze       | 1979 |
| Louisendorf                      | Nordrhein-Westfalen    | Bronze       | 2019 |
| Lübars                           | Berlin                 | Silber       | 2004 |
| Lüben                            | Niedersachsen          | Gold         | 1987 |
| Lückert                          | Nordrhein-Westfalen    | Gold         | 2019 |
| Lütgeneder                       | Nordrhein-Westfalen    | Silber       | 2023 |
| Lupburg                          | Bayern                 | Bronze       | 2004 |
| Lüxem                            | Rheinland-Pfalz        | Silber       | 1998 |
| Maisborn                         | Rheinland-Pfalz        | Bronze       | 1961 |
| Malkes                           | Hessen                 | Gold         | 2001 |
| Manker                           | Brandenburg            | Plakette     | 1991 |
| Mannsgereuth                     | Bayern                 | Silber       | 1979 |
| Mannsgereuth                     | Bayern                 | Silber       | 1973 |
| Marbeck                          | Nordrhein-Westfalen    | Gold         | 2023 |
| Mardorf                          | Hessen                 | Bronze       | 1979 |
| Marienbaum                       | Nordrhein-Westfalen    | Silber       | 1973 |
| Marienberghausen                 | Nordrhein-Westfalen    | Gold         | 1991 |
| Marienberghausen                 | Nordrhein-Westfalen    | Gold         | 1969 |
| Marienfeld                       | Nordrhein-Westfalen    | Silber       | 1983 |
| Marienhagen                      | Nordrhein-Westfalen    | Gold         | 1971 |
| Markt Nordheim                   | Bayern                 | Bronze       | 2007 |
| Massenbuch                       | Bayern                 | Gold         | 1975 |
| Meckel                           | Rheinland-Pfalz        | Gold         | 1991 |
| Medelby                          | Schleswig-Holstein     | Silber       | 2023 |
| Medelsheim                       | Saarland               | Gold         | 1995 |
| Mehren                           | Rheinland-Pfalz        | Silber       | 1989 |
| Mehren                           | Rheinland-Pfalz        | Silber       | 1983 |
| Mehring                          | Bayern                 | Bronze       | 1973 |
| Meinheim                         | Bayern                 | Silber       | 2016 |
| Meinheim                         | Bayern                 | Gold         | 2023 |
| Meißenheim                       | Baden-Württemberg      | Silber       | 1979 |
| Mellen                           | Nordrhein-Westfalen    | Bronze       | 1991 |
| Mengsberg                        | Hessen                 | Gold         | 2013 |
| Mensfelden                       | Hessen                 | Gold         | 2023 |
| Merdingen                        | Baden-Württemberg      | Gold         | 1989 |
| Merfeld                          | Nordrhein-Westfalen    | Silber       | 1973 |
| Merzenich                        | Nordrhein-Westfalen    | Silber       | 1985 |
| Merzweiler                       | Rheinland-Pfalz        | Silber       | 1961 |
| Merzweiler                       | Rheinland-Pfalz        | Gold         | 1963 |
| Messerich                        | Rheinland-Pfalz        | Silber       | 2004 |
| Metterich                        | Rheinland-Pfalz        | Silber       | 2007 |
| Meyn                             | Schleswig-Holstein     | Bronze       | 1989 |
| Michelbach                       | Baden-Württemberg      | Silber       | 2004 |
| Michelsneukirchen                | Bayern                 | Silber       | 1987 |
| Michelsneukirchen                | Bayern                 | Silber       | 1981 |
| Mielenhausen                     | Niedersachsen          | Silber       | 1979 |
| Mielenhausen                     | Niedersachsen          | Silber       | 1975 |
| Mielenhausen                     | Niedersachsen          | Silber       | 1971 |
| Milchenbach                      | Nordrhein-Westfalen    | Gold         | 1989 |
| Milchenbach                      | Nordrhein-Westfalen    | Gold         | 2001 |
| Milchenbach                      | Nordrhein-Westfalen    | Bronze       | 2023 |
| Moggenbrunn                      | Bayern                 | Gold         | 1989 |
| Monreal                          | Rheinland-Pfalz        | Gold         | 2004 |
| Mühl Rosin                       | Mecklenburg-Vorpommern | Bronze       | 2019 |
| Muldenau                         | Nordrhein-Westfalen    | Silber       | 1993 |
| Muldenau                         | Nordrhein-Westfalen    | Bronze       | 1987 |
| Mürsbach                         | Bayern                 | Gold         | 2013 |
| Muschenheim                      | Hessen                 | Gold         | 1967 |
| Mutscheid                        | Nordrhein-Westfalen    | Silber       | 1979 |
| Mützenich                        | Nordrhein-Westfalen    | Silber       | 1983 |
| Nebelschütz                      | Sachsen                | Silber       | 2007 |
| Neckeroda                        | Thüringen              | Bronze       | 2007 |
| Nenderoth                        | Hessen                 | Silber       | 1979 |
| Nenkersdorf                      | Nordrhein-Westfalen    | Silber       | 1977 |
| Nettersheim                      | Nordrhein-Westfalen    | Silber       | 2004 |
| Neubeuern                        | Bayern                 | Gold         | 1981 |
| Neuburg am Rhein                 | Rheinland-Pfalz        | Bronze       | 1975 |
| Neudorf bei Ebensfeld/Ummersberg | Bayern                 | Gold         | 1985 |
| Neuenweg                         | Baden-Württemberg      | Gold         | 2001 |
| Neufahrn                         | Bayern                 | Gold         | 1991 |
| Neukirchen                       | Bayern                 | Bronze       | 1979 |
| Neuleiningen                     | Rheinland-Pfalz        | Silber       | 1987 |
| Neunkirchen                      | Baden-Württemberg      | Silber       | 2010 |
| Neustadt/Harz                    | Thüringen              | Bronze       | 2013 |
| Neutrebbin                       | Brandenburg            | Bronze       | 1998 |
| Neutrebbin                       | Brandenburg            | Silber       | 2023 |
| Niederalbertsdorf                | Sachsen                | Bronze       | 2007 |
| Niederaudorf                     | Bayern                 | Gold         | 2010 |
| Niederdreisbach                  | Rheinland-Pfalz        | Gold         | 1975 |
| Niederdreisbach                  | Rheinland-Pfalz        | Bronze       | 1961 |
| Niederdreisbach                  | Rheinland-Pfalz        | Gold         | 1965 |
| Niederelbert                     | Rheinland-Pfalz        | Silber       | 1995 |
| Niedergailbach                   | Saarland               | Gold         | 2001 |
| Niederhelden                     | Nordrhein-Westfalen    | Gold         | 2010 |
| Niederkastenholz                 | Nordrhein-Westfalen    | Bronze       | 1989 |
| Niedermehnen                     | Nordrhein-Westfalen    | Silber       | 2004 |
| Niederntudorf                    | Nordrhein-Westfalen    | Gold         | 2001 |
| Niedersorpe                      | Nordrhein-Westfalen    | Gold         | 1995 |
| Niederurff                       | Hessen                 | Silber       | 1989 |
| Niederwalgern                    | Hessen                 | Silber       | 2019 |
| Niederwinkling                   | Bayern                 | Silber       | 2019 |
| Nierswalde                       | Nordrhein-Westfalen    | Gold         | 1965 |
| Nindorf                          | Schleswig-Holstein     | Bronze       | 2019 |
| Nöggenschwiel                    | Baden-Württemberg      | Gold         | 1965 |
| Nohfelden                        | Saarland               | Silber       | 1981 |
| Nomborn                          | Rheinland-Pfalz        | Silber       | 1991 |
| Nomborn                          | Rheinland-Pfalz        | Bronze       | 1967 |
| Nordel                           | Niedersachsen          | Gold         | 1993 |
| Nosbach                          | Nordrhein-Westfalen    | Gold         | 1973 |
| Nothweiler                       | Rheinland-Pfalz        | Bronze       | 1979 |
| Nümbrecht                        | Nordrhein-Westfalen    | Gold         | 1967 |
| Nußdorf                          | Bayern                 | Gold         | 2001 |
| Ober Ochtenhausen                | Niedersachsen          | Gold         | 1998 |
| Oberagger                        | Nordrhein-Westfalen    | Silber       | 1975 |
| Oberauroff                       | Hessen                 | Gold         | 1967 |
| Obercunnersdorf                  | Sachsen                | Bronze       | 1995 |
| Oberdiendorf                     | Bayern                 | Silber       | 1969 |
| Oberesch                         | Saarland               | Silber       | 2019 |
| Oberhausen an der Nahe           | Rheinland-Pfalz        | Bronze       | 2019 |
| Oberhenneborn                    | Nordrhein-Westfalen    | Gold         | 1985 |
| Oberhundem                       | Nordrhein-Westfalen    | Gold         | 1965 |
| Oberhundem                       | Nordrhein-Westfalen    | Gold         | 1973 |
| Oberkirchen                      | Nordrhein-Westfalen    | Gold         | 1967 |
| Oberlangen                       | Niedersachsen          | Gold         | 2013 |
| Oberleiterbach                   | Bayern                 | Gold         | 1977 |
| Obermohr                         | Rheinland-Pfalz        | Bronze       | 1981 |
| Oberostendorf                    | Bayern                 | Gold         | 1979 |
| Oberostendorf                    | Bayern                 | Silber       | 1971 |
| Oberrosphe                       | Hessen                 | Gold         | 1983 |
| Obersalbach-Kurhof               | Saarland               | Gold         | 1975 |
| Ober-Schönmattenwag              | Hessen                 | Gold         | 1975 |
| Oberteuringen                    | Baden-Württemberg      | Silber       | 1977 |
| Oberveischede                    | Nordrhein-Westfalen    | Silber       | 2013 |
| Oberwälden                       | Baden-Württemberg      | Bronze       | 1989 |
| Oberwiesenbach                   | Bayern                 | Bronze       | 1983 |
| Odenthal                         | Nordrhein-Westfalen    | Silber       | 1979 |
| Ödenwaldstetten                  | Baden-Württemberg      | Gold         | 1983 |
| Ödenwaldstetten                  | Baden-Württemberg      | Silber       | 1981 |
| Ödenwaldstetten                  | Baden-Württemberg      | Bronze       | 1979 |
| Oedelsheim                       | Hessen                 | Silber       | 1983 |
| Oedelsheim                       | Hessen                 | Bronze       | 2016 |
| Oesterweg                        | Nordrhein-Westfalen    | Gold         | 1975 |
| Oetzendorf                       | Niedersachsen          | Gold         | 1985 |
| Oeynhausen                       | Nordrhein-Westfalen    | Silber       | 2010 |
| Offenbach (Mittenaar)            | Hessen                 | Silber       | 1971 |
| Ohlenhard                        | Rheinland-Pfalz        | Gold         | 1987 |
| Ohlsbach                         | Baden-Württemberg      | Gold         | 1979 |
| Ohlsbach                         | Baden-Württemberg      | Silber       | 1977 |
| Ophoven                          | Nordrhein-Westfalen    | Gold         | 1961 |
| Orferode                         | Hessen                 | Bronze       | 2019 |
| Ortenberg                        | Baden-Württemberg      | Gold         | 1983 |
| Ortenberg                        | Baden-Württemberg      | Silber       | 1981 |
| Ostheim                          | Bayern                 | Bronze       | 1987 |
| Otersen                          | Niedersachsen          | Gold         | 2007 |
| Ottenbüttel                      | Schleswig-Holstein     | Silber       | 1969 |
| Ottenhausen                      | Nordrhein-Westfalen    | Gold         | 1993 |
| Ottenhausen                      | Nordrhein-Westfalen    | Silber       | 2007 |
| Ottenstein                       | Niedersachsen          | Gold         | 2001 |
| Ottersheim bei Landau            | Rheinland-Pfalz        | Silber       | 2013 |
| Ovenhausen                       | Nordrhein-Westfalen    | Gold         | 1977 |
| Paaren                           | Brandenburg            | Bronze       | 1995 |
| Päse                             | Niedersachsen          | Silber       | 1998 |
| Päse                             | Niedersachsen          | Gold         | 2001 |
| Passade                          | Schleswig-Holstein     | Gold         | 2004 |
| Pausdorf                         | Bayern                 | Silber       | 1991 |
| Perlesreut                       | Bayern                 | Gold         | 2016 |
| Peterslahr                       | Rheinland-Pfalz        | Silber       | 1965 |
| Pettendorf                       | Bayern                 | Bronze       | 1989 |
| Picher                           | Mecklenburg-Vorpommern | Silber       | 2010 |
| Pilsheim                         | Bayern                 | Silber       | 1973 |
| Pinnow                           | Brandenburg            | Silber       | 2004 |
| Pinnow                           | Brandenburg            | Silber       | 2007 |
| Pinnow                           | Mecklenburg-Vorpommern | Gold         | 2016 |
| Plittersdorf                     | Rheinland-Pfalz        | Bronze       | 1973 |
| Polsingen                        | Bayern                 | Gold         | 1967 |
| Pottenstetten                    | Bayern                 | Silber       | 1967 |
| Prasdorf                         | Schleswig-Holstein     | Silber       | 1995 |
| Pretschen                        | Brandenburg            | Silber       | 2013 |
| Preußisch Ströhen                | Nordrhein-Westfalen    | Gold         | 1979 |
| Priepert                         | Mecklenburg-Vorpommern | Silber       | 2007 |
| Prittriching                     | Bayern                 | Gold         | 1965 |
| Puch                             | Bayern                 | Silber       | 1983 |
| Püchitz                          | Bayern                 | Gold         | 1975 |
| Quarnebeck                       | Sachsen-Anhalt         | Silber       | 2019 |
| Queidersbach                     | Rheinland-Pfalz        | Bronze       | 1981 |
| Queidersbach                     | Rheinland-Pfalz        | Silber       | 1977 |
| Rabelsdorf                       | Bayern                 | Gold         | 1993 |
| Räbke                            | Niedersachsen          | Silber       | 2019 |
| Rade                             | Niedersachsen          | Gold         | 1969 |
| Raich                            | Baden-Württemberg      | Gold         | 1985 |
| Rambach                          | Hessen                 | Gold         | 1995 |
| Rambach                          | Hessen                 | Silber       | 1993 |
| Rammenau                         | Sachsen                | Gold         | 2013 |
| Rammenau                         | Sachsen                | Silber       | 2023 |
| Ramspau                          | Bayern                 | Bronze       | 2004 |
| Rantrum                          | Schleswig-Holstein     | Silber       | 2001 |
| Rantrum                          | Schleswig-Holstein     | Silber       | 2016 |
| Rehberg                          | Bayern                 | Silber       | 1989 |
| Rehringhausen                    | Nordrhein-Westfalen    | Gold         | 2007 |
| Reichsthal                       | Rheinland-Pfalz        | Gold         | 1967 |
| Reichswalde                      | Nordrhein-Westfalen    | Silber       | 1969 |
| Reifferscheid                    | Nordrhein-Westfalen    | Silber       | 1991 |
| Reinhardshofen                   | Bayern                 | Gold         | 1979 |
| Remmesweiler                     | Saarland               | Bronze       | 2001 |
| Remmesweiler                     | Saarland               | Silber       | 2007 |
| Rettenbach                       | Bayern                 | Gold         | 1991 |
| Rhadern                          | Hessen                 | Bronze       | 1969 |
| Rhodt unter Rietburg             | Rheinland-Pfalz        | Gold         | 1987 |
| Rhodt unter Rietburg             | Rheinland-Pfalz        | Silber       | 2010 |
| Rieshofen                        | Bayern                 | Bronze       | 1993 |
| Rieth                            | Thüringen              | Gold         | 2007 |
| Rimmels                          | Hessen                 | Silber       | 1987 |
| Riol                             | Rheinland-Pfalz        | Silber       | 2007 |
| Röhrda                           | Hessen                 | Gold         | 1989 |
| Rosenbach                        | Sachsen                | Silber       | 2010 |
| Rott                             | Rheinland-Pfalz        | Bronze       | 1981 |
| Rottau                           | Bayern                 | Gold         | 1973 |
| Rumbach                          | Rheinland-Pfalz        | Silber       | 2010 |
| Rumbach                          | Rheinland-Pfalz        | Gold         | 2019 |
| Ruppichteroth                    | Nordrhein-Westfalen    | Silber       | 2016 |
| Rüspel                           | Niedersachsen          | Gold         | 1995 |
| Rüspel                           | Niedersachsen          | Gold         | 1979 |
| Sachsenhausen                    | Thüringen              | Bronze       | 1998 |
| Sammenheim                       | Bayern                 | Gold         | 1983 |
| Sankt Martin                     | Rheinland-Pfalz        | Silber       | 1991 |
| Sarching                         | Bayern                 | Bronze       | 1991 |
| Sasbachwalden                    | Baden-Württemberg      | Gold         | 1967 |
| Sattelbogen                      | Bayern                 | Silber       | 1969 |
| Sattelpeilnstein                 | Bayern                 | Silber       | 1995 |
| Sauen                            | Brandenburg            | Gold         | 2016 |
| Schaephuysen                     | Nordrhein-Westfalen    | Gold         | 1977 |
| Schaephuysen                     | Nordrhein-Westfalen    | Gold         | 2019 |
| Schenefeld                       | Schleswig-Holstein     | Silber       | 1983 |
| Schenefeld                       | Schleswig-Holstein     | Bronze       | 1975 |
| Schenefeld                       | Schleswig-Holstein     | Silber       | 2010 |
| Schierwaldenrath                 | Nordrhein-Westfalen    | Silber       | 1991 |
| Schlattein                       | Bayern                 | Bronze       | 1989 |
| Schleberoda                      | Sachsen-Anhalt         | Silber       | 2019 |
| Schleerieth                      | Bayern                 | Silber       | 2001 |
| Schleife                         | Sachsen                | Plakette     | 1991 |
| Schlepzig                        | Brandenburg            | Silber       | 1998 |
| Schlierbach                      | Hessen                 | Gold         | 1981 |
| Schmalenberg                     | Rheinland-Pfalz        | Bronze       | 1981 |
| Schmallenberg-Kirchrarbach       | Nordrhein-Westfalen    | Gold         | 1991 |
| Schmißberg                       | Rheinland-Pfalz        | Silber       | 1981 |
| Schmißberg                       | Rheinland-Pfalz        | Silber       | 1969 |
| Schmitshausen                    | Rheinland-Pfalz        | Gold         | 1967 |
| Schömberg                        | Baden-Württemberg      | Silber       | 2007 |
| Schönau                          | Bayern                 | Gold         | 2007 |
| Schönbrunn                       | Bayern                 | Silber       | 2007 |
| Schönburg und Possenhain         | Sachsen-Anhalt         | Bronze       | 2004 |
| Schönstadt                       | Hessen                 | Bronze       | 2010 |
| Schreyahn                        | Niedersachsen          | Bronze       | 1995 |
| Schützendorf                     | Nordrhein-Westfalen    | Silber       | 1981 |
| Schützing                        | Bayern                 | Silber       | 2004 |
| Schwarzkollm                     | Sachsen                | Gold         | 1995 |
| Schwarzkollm                     | Sachsen                | Silber       | 1993 |
| Schwegenheim                     | Rheinland-Pfalz        | Gold         | 1989 |
| Schwegenheim                     | Rheinland-Pfalz        | Bronze       | 1985 |
| Schweickershausen                | Thüringen              | Gold         | 1998 |
| Schweighofen                     | Rheinland-Pfalz        | Silber       | 1965 |
| Schweringen                      | Niedersachsen          | Gold         | 1983 |
| Schweringen                      | Niedersachsen          | Silber       | 1979 |
| Seebach                          | Thüringen              | Bronze       | 1995 |
| Seelbach                         | Hessen                 | Bronze       | 1981 |
| Seestermühe                      | Schleswig-Holstein     | Bronze       | 1991 |
| Sehndorf                         | Saarland               | Silber       | 1993 |
| Selsingen                        | Niedersachsen          | Bronze       | 1985 |
| Seppenrade                       | Nordrhein-Westfalen    | Gold         | 1969 |
| Sevelten                         | Niedersachsen          | Bronze       | 1989 |
| Siddinghausen                    | Nordrhein-Westfalen    | Bronze       | 1989 |
| Silbach                          | Nordrhein-Westfalen    | Gold         | 1973 |
| Silges                           | Hessen                 | Silber       | 1977 |
| Sipperhausen                     | Hessen                 | Silber       | 1969 |
| Sipplingen                       | Baden-Württemberg      | Gold         | 1987 |
| Sipplingen                       | Baden-Württemberg      | Silber       | 1983 |
| Sitterswald                      | Saarland               | Gold         | 1977 |
| Sögtrop                          | Nordrhein-Westfalen    | Silber       | 2019 |
| Sommerach                        | Bayern                 | Gold         | 2013 |
| Spessart                         | Baden-Württemberg      | Silber       | 1983 |
| St. Wolfgang                     | Bayern                 | Bronze       | 1961 |
| Stadel                           | Bayern                 | Gold         | 1973 |
| Stangengrün                      | Sachsen                | Silber       | 2016 |
| Steckby                          | Sachsen-Anhalt         | Gold         | 1998 |
| Steinbach                        | Sachsen                | Silber       | 1995 |
| Steinbach an der Haide           | Bayern                 | Gold         | 1967 |
| Steinbach an der Haide           | Bayern                 | Gold         | 1975 |
| Steinbach an der Haide           | Bayern                 | Silber       | 2010 |
| Steinmauern                      | Baden-Württemberg      | Silber       | 2013 |
| Sternenfels-Diefenbach           | Baden-Württemberg      | Gold         | 1991 |
| Sternenfels                      | Baden-Württemberg      | Gold         | 1998 |
| Sterup                           | Schleswig-Holstein     | Silber       | 1971 |
| Steutz                           | Sachsen-Anhalt         | Bronze       | 1993 |
| Steutz                           | Sachsen-Anhalt         | Silber       | 2013 |
| Stockhausen                      | Nordrhein-Westfalen    | Gold         | 1995 |
| Stockum                          | Nordrhein-Westfalen    | Gold         | 1971 |
| Stoffenried                      | Bayern                 | Bronze       | 1961 |
| Straupitz                        | Brandenburg            | Plakette     | 1991 |
| Straupitz                        | Brandenburg            | Silber       | 2016 |
| Streithausen                     | Rheinland-Pfalz        | Bronze       | 1991 |
| Streithausen                     | Rheinland-Pfalz        | Silber       | 1983 |
| Stromberg                        | Nordrhein-Westfalen    | Gold         | 1983 |
| Strümpfelbach                    | Baden-Württemberg      | Silber       | 1993 |
| Stuvenborn                       | Schleswig-Holstein     | Gold         | 1961 |
| Süderwalsede                     | Niedersachsen          | Gold         | 1981 |
| Sülzbach                         | Baden-Württemberg      | Bronze       | 2001 |
| Sulzfeld am Main                 | Bayern                 | Silber       | 2010 |
| Sünninghausen                    | Nordrhein-Westfalen    | Gold         | 1987 |
| Tarp                             | Schleswig-Holstein     | Gold         | 1967 |
| Teicha                           | Sachsen-Anhalt         | Bronze       | 2007 |
| Thaining                         | Bayern                 | Silber       | 1985 |
| Thannhausen                      | Bayern                 | Gold         | 1977 |
| Thanning                         | Bayern                 | Silber       | 1985 |
| Theley                           | Saarland               | Gold         | 1965 |
| Thier                            | Nordrhein-Westfalen    | Bronze       | 2001 |
| Thier                            | Nordrhein-Westfalen    | Gold         | 2013 |
| Thüle                            | Nordrhein-Westfalen    | Gold         | 1995 |
| Thüle                            | Niedersachsen          | Gold         | 1985 |
| Thyrow                           | Brandenburg            | Bronze       | 2004 |
| Tiefengruben                     | Thüringen              | Silber       | 1993 |
| Tiefengruben                     | Thüringen              | Gold         | 2001 |
| Tiergarten                       | Baden-Württemberg      | Gold         | 1987 |
| Tonnenheide                      | Nordrhein-Westfalen    | Silber       | 1987 |
| Trebgast                         | Bayern                 | Silber       | 2001 |
| Trendel                          | Bayern                 | Gold         | 1965 |
| Twisteden                        | Nordrhein-Westfalen    | Gold         | 1998 |
| Twisteden                        | Nordrhein-Westfalen    | Bronze       | 1989 |
| Tylsen                           | Sachsen-Anhalt         | Bronze       | 2013 |
| Ueberau                          | Hessen                 | Gold         | 2013 |
| Ulm                              | Baden-Württemberg      | Bronze       | 2019 |
| Ummanz                           | Mecklenburg-Vorpommern | Bronze       | 2023 |
| Ummendorf                        | Sachsen-Anhalt         | Gold         | 2001 |
| Unfingen                         | Bayern                 | Silber       | 1987 |
| Unternesselbach                  | Bayern                 | Bronze       | 1993 |
| Unterseilberg                    | Bayern                 | Silber       | 1991 |
| Upfingen                         | Baden-Württemberg      | Silber       | 1987 |
| Upfingen                         | Baden-Württemberg      | Silber       | 1985 |
| Urbach                           | Rheinland-Pfalz        | Bronze       | 1989 |
| Utenbach                         | Thüringen              | Bronze       | 1995 |
| Vagen                            | Bayern                 | Silber       | 1993 |
| Vahren                           | Niedersachsen          | Gold         | 1981 |
| Veitsrodt                        | Rheinland-Pfalz        | Silber       | 1971 |
| Veldenz                          | Rheinland-Pfalz        | Silber       | 1995 |
| Veldenz                          | Rheinland-Pfalz        | Silber       | 1993 |
| Vestrup                          | Niedersachsen          | Silber       | 2001 |
| Völkershausen                    | Hessen                 | Gold         | 1979 |
| Vornbach                         | Bayern                 | Gold         | 1977 |
| Vossenack                        | Nordrhein-Westfalen    | Silber       | 1977 |
| Vossenack                        | Nordrhein-Westfalen    | Bronze       | 2013 |
| Vrees                            | Niedersachsen          | Silber       | 1995 |
| Vrees                            | Niedersachsen          | Gold         | 2016 |
| Wachstein                        | Bayern                 | Gold         | 1973 |
| Wachstein                        | Bayern                 | Gold         | 2001 |
| Waffenrod/Hinterrod              | Thüringen              | Silber       | 2019 |
| Waffensen                        | Niedersachsen          | Gold         | 1987 |
| Waffensen                        | Niedersachsen          | Gold         | 2010 |
| Wahlschied                       | Saarland               | Bronze       | 1961 |
| Waibling                         | Bayern                 | Gold         | 1961 |
| Waldfeucht                       | Nordrhein-Westfalen    | Gold         | 1989 |
| Waldfeucht                       | Nordrhein-Westfalen    | Silber       | 2010 |
| Waldhölzbach                     | Saarland               | Gold         | 1977 |
| Waldhölzbach                     | Saarland               | Bronze       | 1971 |
| Waldkirchen                      | Sachsen                | Bronze       | 2019 |
| Wall                             | Brandenburg            | Bronze       | 1993 |
| Wallmerod                        | Rheinland-Pfalz        | Silber       | 1973 |
| Wallmerod                        | Rheinland-Pfalz        | Silber       | 1971 |
| Waltersdorf                      | Sachsen                | Silber       | 2016 |
| Wangelau                         | Schleswig-Holstein     | Bronze       | 1961 |
| Wangen-Oberwälden                | Baden-Württemberg      | Silber       | 1991 |
| Wechmar                          | Thüringen              | Gold         | 2004 |
| Weddelbrook                      | Schleswig-Holstein     | Bronze       | 1998 |
| Weddersleben                     | Sachsen-Anhalt         | Bronze       | 2010 |
| Wehrshausen                      | Hessen                 | Bronze       | 1967 |
| Weickenreuth                     | Bayern                 | Gold         | 1993 |
| Weildorf                         | Bayern                 | Gold         | 1979 |
| Weitenung                        | Baden-Württemberg      | Gold         | 1977 |
| Weitenung                        | Baden-Württemberg      | Silber       | 1975 |
| Wellen                           | Hessen                 | Silber       | 2001 |
| Wessum                           | Nordrhein-Westfalen    | Silber       | 1991 |
| Westendorf                       | Bayern                 | Gold         | 1975 |
| Westenholz                       | Nordrhein-Westfalen    | Gold         | 1985 |
| Westerheim                       | Baden-Württemberg      | Silber       | 1973 |
| Westerheim                       | Baden-Württemberg      | Bronze       | 1961 |
| Westerheim                       | Baden-Württemberg      | Silber       | 1963 |
| Westerloy                        | Niedersachsen          | Gold         | 1998 |
| Westfeld                         | Nordrhein-Westfalen    | Gold         | 1975 |
| Weyher in der Pfalz              | Rheinland-Pfalz        | Gold         | 2016 |
| Weyhers                          | Hessen                 | Bronze       | 2023 |
| Westheim                         | Bayern                 | Bronze       | 1991 |
| Westkirchen                      | Nordrhein-Westfalen    | Silber       | 1979 |
| Wickerode                        | Sachsen-Anhalt         | Silber       | 1993 |
| Wickersrode                      | Hessen                 | Bronze       | 1961 |
| Widdern-Unterkessach             | Baden-Württemberg      | Bronze       | 1991 |
| Wiefelstede                      | Niedersachsen          | Silber       | 1973 |
| Wiefelstede                      | Niedersachsen          | Silber       | 1971 |
| Wiersdorf                        | Rheinland-Pfalz        | Silber       | 1998 |
| Wiersdorf                        | Rheinland-Pfalz        | Gold         | 2001 |
| Wiesenburg                       | Brandenburg            | Gold         | 2010 |
| Wiesenfeld                       | Hessen                 | Gold         | 1993 |
| Wildenranna                      | Bayern                 | Silber       | 1981 |
| Wilkenroth                       | Nordrhein-Westfalen    | Silber       | 1985 |
| Willingshausen                   | Hessen                 | Silber       | 1998 |
| Wilstedt                         | Niedersachsen          | Silber       | 1961 |
| Winden                           | Rheinland-Pfalz        | Gold         | 1985 |
| Windhagen                        | Rheinland-Pfalz        | Bronze       | 1977 |
| Windsfeld                        | Bayern                 | Gold         | 1998 |
| Windsfeld                        | Bayern                 | Gold         | 1963 |
| Winkel                           | Sachsen-Anhalt         | Bronze       | 2001 |
| Winnekendonk                     | Nordrhein-Westfalen    | Silber       | 1975 |
| Winnekendonk                     | Nordrhein-Westfalen    | Gold         | 2001 |
| Winningen                        | Rheinland-Pfalz        | Silber       | 1995 |
| Winningen                        | Rheinland-Pfalz        | Gold         | 1985 |
| Winningen                        | Rheinland-Pfalz        | Gold         | 2001 |
| Winterbach                       | Rheinland-Pfalz        | Bronze       | 1969 |
| Wistedt                          | Niedersachsen          | Silber       | 1977 |
| Witzeeze                         | Schleswig-Holstein     | Bronze       | 2013 |
| Wochern                          | Saarland               | Silber       | 1987 |
| Wohltorf                         | Schleswig-Holstein     | Bronze       | 1969 |
| Wolfegg                          | Baden-Württemberg      | Silber       | 1985 |
| Wolfersheim                      | Saarland               | Silber       | 1998 |
| Wolfersheim                      | Saarland               | Gold         | 2004 |
| Wolfring                         | Bayern                 | Gold         | 1971 |
| Wolfsberg                        | Sachsen-Anhalt         | Bronze       | 2023 |
| Wollin                           | Mecklenburg-Vorpommern | Plakette     | 1991 |
| Wollmar                          | Hessen                 | Bronze       | 2004 |
| Womrath                          | Rheinland-Pfalz        | Gold         | 1967 |
| Womrath                          | Rheinland-Pfalz        | Silber       | 1965 |
| Wonsees                          | Bayern                 | Gold         | 1969 |
| Wulferstedt                      | Sachsen-Anhalt         | Bronze       | 1998 |
| Wulfsode                         | Niedersachsen          | Silber       | 1975 |
| Wulmeringhausen                  | Nordrhein-Westfalen    | Bronze       | 2007 |
| Wülperode                        | Sachsen-Anhalt         | Bronze       | 1995 |
| Wusterhausen                     | Mecklenburg-Vorpommern | Bronze       | 1995 |
| Wüstheuterode                    | Thüringen              | Silber       | 1993 |
| Wüstheuterode                    | Thüringen              | Plakette     | 1991 |
| Wustweiler                       | Saarland               | Bronze       | 1991 |
| Zappendorf                       | Sachsen-Anhalt         | Bronze       | 2016 |
| Zavelstein                       | Baden-Württemberg      | Silber       | 1981 |
| Zedtwitz                         | Bayern                 | Silber       | 2023 |
| Zeisdorf                         | Sachsen-Anhalt         | Bronze       | 1995 |
| Züschen                          | Nordrhein-Westfalen    | Gold         | 1983 |